# Моя неймовірна подруга
Моя неймовірна подруга (італ. L'amica geniale) — роман італійської письменниці Елени Ферранте 2011 року. Це перший із чотирьох романів серії Неаполітанських романів Ферранте, яка отримала дуже схвальні відгуки критиків. Роман досліджує теми жіночої дружби, соціальних класів та особистої ідентичності на тлі повоєнного Неаполя.

## Сюжет
Роман, який розгортається переважно в робітничому районі Неаполя в 1950-х роках, оповідає про складну дружбу між Еленою Ґреко (Ленý) і Рафаеллою Черулло (Лілою). Роман починається в 2010 році, коли Елена, якій зараз за шістдесят, дізнається про зникнення Ліли. Це спонукає її написати їхню спільну історію з дитинства.
Роман оповідає про Елену та Лілу у віці від шести до шістнадцяти років, детально описуючи їхнє інтелектуальне суперництво, складну соціальну динаміку району та врешті про те, як із дорослішанням шляхи дівчат усе більше розходяться. Елена продовжує навчання після закінчення початкової школи, тоді як Лілі, незважаючи на свій винятковий інтелект, батьки заборонили продовжувати навчання, вважаючи це марною витратою грошей, і натомість вона мусить працювати в сімейній майстерні з ремонту взуття й допомагати матері по господарству.
Дорослішаючи, обидві дівчинки стикаються з обмеженнями, які накладають їхній соціальний клас і стать. Ліла намагається переконати свого батька та брата не тільки ремонтувати взуття, а й виготовляти нове, дизайн якого вона придумує. Елена завдяки підтримці вчителів і сім’ї продовжує навчання в середній школі й у ліцеї.
Краса та неймовірний розум Ліли приваблюють численних залицяльників, у тому числі Марчелло Солара, сина могутньої місцевої родини, повʼязаної з Каморра (італійським мафіозним угрупуванням). Щоб уникнути небажаного шлюбу з Марчелло, Ліла погоджується вийти заміж за Стефано Карраччі, сина місцевого бакалійника, у шістнадцять років. Кульмінацією роману стає весілля Ліли, де вона робить відкриття про справжню природу Стефано, і її надії на краще життя розбиваються на друзки.

## Персонажі
Родина Черулло (родина чоботаря):
- Фернандо Черулло — чоботар.
- Нунція Черулло — мати Ліли.
- Раффаелла Черулло — для всіх Ліна, лише для Елени — Ліла.
- Ріно Черулло — старший брат Ліли, теж чоботар.

Родина Ґреко (родина вахтера):
- Елена Ґреко — її називають Ленучча або Ленý. Старша дочка, після неї
- Батько — працює вахтером у мерії.
- Мати — домогосподарка.
- Пеппе, Джанні та Еліза - інші діти.

Родина Карраччі (родина дона Акілле):
- Дон Акілле Карраччі — чудовисько-страхолюд із казок.
- Марія Карраччі — дружина дона Акілле.
- Стефано Карраччі — син дона Акілле, м’ясник у сімейній ковбасно-м’ясній лавці.
- Пінучча та Альфонсо Карраччі — ще двоє дітей дона Акілле.

Родина Пелузо (родина столяра):
- Альфредо Пелузо — столяр.
- Джузеппіна Пелузо — дружина Альфредо.
- Пасквале Пелузо — старший син Альфредо та Джузеппіни, муляр.
- Кармела Пелузо, її називають ще Кармен — сестра Пасквале, продавчиня у крамниці.

Родина Каппуччо (родина божевільної вдови):
- Меліна — родичка матері Ліли, божевільна вдова.
- Чоловік Меліни, що розвантажував ящики з овочами та фруктами на ринку.
- Ада Каппуччо — дочка Меліни.
- Антоніо Каппуччо — її брат, механік.

Родина Сарраторе (родина залізничника-поета):
- Донато Сарраторе — контролер-залізничник.
- Лідія Сарраторе — дружина Донато.
- Ніно Сарраторе — старший із п’яти дітей Донато та Лідії.
- Маріза Сарраторе — дочка Донато та Лідії.
- Піно, Клелія та Чиро Сарраторе — менші діти Донато та Лідії.

Родина Сканно (родина зеленяра/продавця фруктів та овочів):
- Нікола Сканно — зеленяр.
- Ассунта Сканно — дружина Ніколи.
- Енцо Сканно — син Ніколи та Ассунти, теж зеленяр.

Родина Солари (родина власника бару-кондитерської з однойменною назвою):
- Сільвіо Солара — власник бару-кондитерської.
- Мануела Солара — дружина Сільвіо.
- Марчелло та Мікеле Солари — сини Сільвіо та Мануели.

Родина Спаньйоло (родина кондитера):
- Синьйор Спаньйоло — кондитер бару-кондитерської «Солара».
- Роза Спаньйоло — дружина кондитера.
- Джильйола Спаньйоло — дочка кондитера.

Вчителі:
- Ферраро — вчитель і бібліотекар.
- Олів’єро — вчителька.
- Джераче — викладач у гімназії.
- Ґальяні — викладачка у ліцеї.

Інші:
- Джино — син аптекаря.
- Нелла Інкардо — двоюрідна сестра вчительки Олів’єро з Іскії.

## Теми

### Жіноча дружба
Центральна тема «Моєї неймовірної подруги» — складна, часом ворожа дружба між Лену та Лілою. Їхні стосунки характеризуються глибокою прихильністю, інтенсивним суперництвом і взаємною залежністю. Літературний критик Джеймс Вуд описує їхні зв’язки як «багатий і складний клубок заздрості, захоплення, розчарування, покинутості».
У романі досліджується, як їхня дружба формує їхні особистісті та впливає на життєві вибори.

### Класова та соціальна мобільність
Ферранте яскраво зображує соціально-економічні реалії повоєнного Неаполя, підкреслюючи обмежені можливості тих, хто народилися в родинах робітничого класу. Роман протиставляє академічні пошуки Лену та вимушений вихід Ліли на роботу, ілюструючи виклики соціальної мобільності в Італії 1950-х років. Прагнення та страждання персонажів глибоко переплетені з їхнім соціальним класом, відображаючи ширшу соціальну нерівність.

### Освіта та інтелектуальний розвиток
Освіта відіграє вирішальну роль у романі, слугуючи засобом розвитку особистості та потенційного порятунку від бідності. Отримання Лену освіти у школі й майстерність самоучки Ліли висвітлюють різні шляхи до інтелектуального зростання. У романі досліджується, як доступ (або відсутність) до освіти формує майбутнє та почуття власної гідності дівчат.

### Гендерні ролі та очікування
Ферранте досліджує обмежувальні гендерні норми італійського суспільства 1950-х років через досвід Лену, Ліли та інших жіночих персонажок. Роман висвітлює обмежені можливості, доступні жінкам, особливо в робітничому середовищі, і суспільний тиск з вимогою відповідати традиційним ролям дружини та матері.

## Стиль і оповідь
Ферранте використовує розповідь від першої особи з точки зору Лену, поєднуючи сучасні роздуми зі спогадами минулого. Текст прямий та емоційно інтенсивний, і позитивно оцінений здатністю Ферранте вловити «шалену інтенсивність підліткового віку».
Рішення письменниці зберегти в таємниці свою ідентичність викликало багато дискусій у літературних колах, і деякі критики стверджують, що анонімність дозволяє читачам зосередитися виключно на тексті.

## Сприйняття
"Моя неймовірна подруга" отримала високу оцінку і схвальні відгуки за яскраве зображення жіночої дружби та післявоєнного італійського суспільства. Успіх роману підвищив міжнародне визнання Ферранте та викликав світовий літературний феномен, який назвали «Лихоманкою Ферранте».
У рецензії для «Нью-Йорк Таймс» Рейчел Донадіо описала роман як «великий захопливий роман про дорослішання та формування особистості», високо оцінюючи здатність Ферранте створювати «потужний, несентиментальний портрет дружби».
Успіх роману у критиків підверджується його популярністю. У 2019 році The Guardian назвав «Мою неймовірну подругу» 11-ю найкращою книгою 21-го століття. В опитуванні 2024 року, проведеному The New York Times Book Review, цей роман було названо найкращою книгою ХХІ століття, що зміцнило його місце в сучасній літературі.

## Екранізації
Успіх роману призвів до телевізійної адаптації, створеної спільним підприємством HBO, RAI і TIMvision під режисурою Саверіо Констанцо. Прем’єра серіалу під назвою «Моя неймовірна подруга» відбулася в 2018 році і отримала схвальні відгуки критиків. Перший сезон дуже близько відтворює події роману, Еліза Дель Дженіо та Маргерита Мацукко грають Лену-дівчинку та Лену-підлітку відповідно, а Лілу-дівчинку та Лілу-підлітку грають Людовіка Насті та Гайя Гірасе.
Екранізацію високо оцінили за точне відображення тем роману та місце дії, особливо за гру молодого акторського складу та дбайливе відтворення Неаполя 1950-х років.

## Вплив
«Моя неймовірна подруга» суттєво вплинула на сучасну літературу, відновивши інтерес до італійської художньої літератури та розпаливши дискусії про жіноче авторство та ідентичність. Дослідження романом жіночої дружби та соціальних класів викликало резонанс у читачів у всьому світі, сприяючи відновленню уваги до цих тем у сучасній художній літературі.
Рішення Ферранте залишитися анонімною також викликало розмови про авторство та славу в літературному світі, кидаючи виклик традиційним уявленням про роль автора в просуванні та інтерпретації своїх творів.
Успіх «Моєї неймовірної подруги» та наступних романів із Неаполітанських романів зробив Ферранте одним із найвидатніших літературних голосів 21-го століття, а її роботи продовжують надихати як читачів, так і письменників у всьому світі.

## Зовнішні посилання
- Моя неймовірна подруга на сайті goodreads
- Official page on Europa Editions website
- Official HBO series website